# Ли-Хим, Кристиан
Кристиан Франклин Ли-Хим (англ. Kristian Franklin Lee-Him; 8 октября 1993 года, Торонто, Канада) — тринидадский футболист, полузащитник.

## Биография
Долгое время полузащитник выступает в Европе. За свою карьеру он играл в клубах низших лиг из Словении, Германии и Швеции. В 29 лет впервые в карьере получил вызов в сборную Тринидада и Тобаго. Дебютировал за нее 11 июня в победном товарищеском матче против Гватемалы (1:0). Ли-Хим начал встречу в стартовом составе и на 58-й минуте его заменил Дэниэл Филлипс.